# Agrostis angrenica
Agrostis angrenica är en gräsart som först beskrevs av Butk., och fick sitt nu gällande namn av Nikolai Nikolaievich Tzvelev. Agrostis angrenica ingår i släktet ven, och familjen gräs. Inga underarter finns listade i Catalogue of Life.